# Manuel Valls

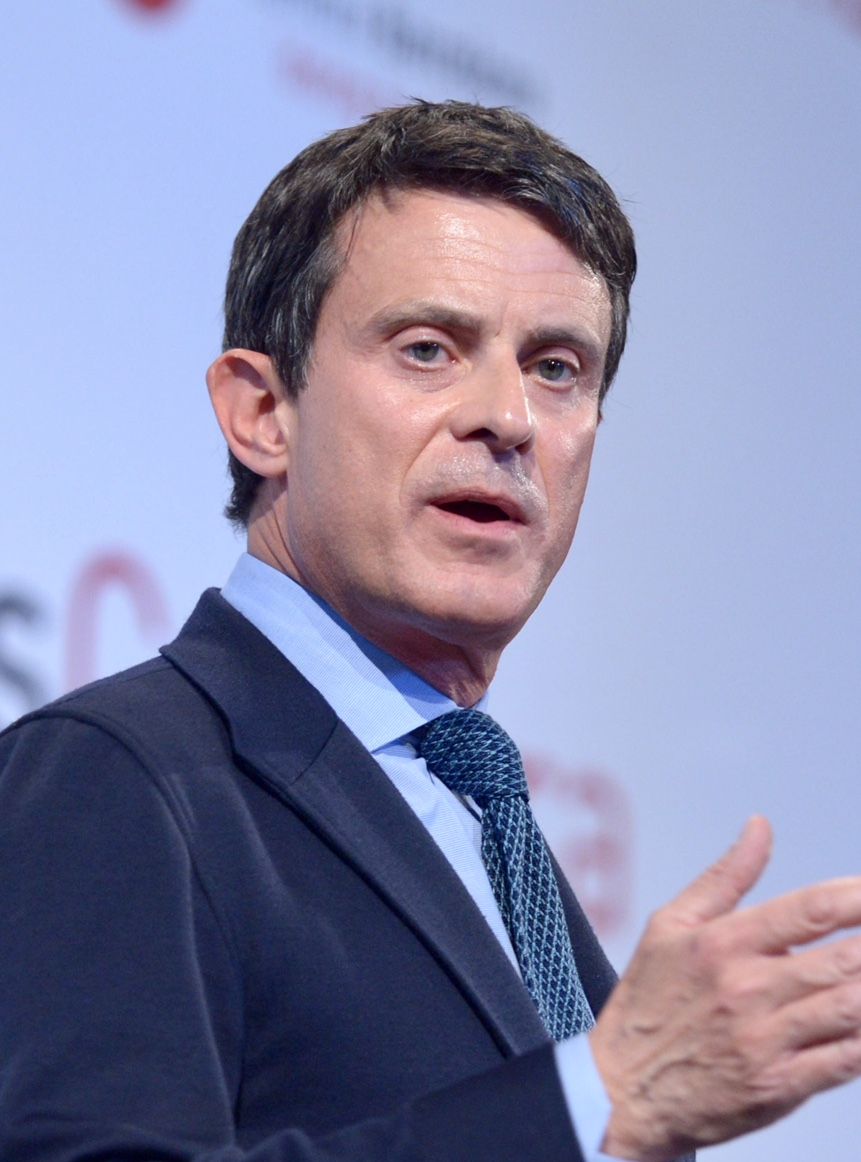
Manuel Valls (2019)

Manuel Carlos Valls (* 13. August 1962 in Barcelona) ist ein französisch-spanischer Politiker. Er war ab Mai 2012 Innenminister der französischen Republik und von März 2014 bis Dezember 2016 Premierminister. Um sich für die Präsidentschaftswahl in Frankreich 2017 zu bewerben, trat er im Dezember 2016 als Premierminister zurück. Er unterlag jedoch in einer parteiinternen Stichwahl des Parti Socialiste und trat danach aus. Im Dezember 2024 wurde er Minister für Überseegebiete im Kabinett Bayrou.

## Familie
Manuel Valls ist der Sohn des aus Katalonien stammenden spanischen Malers Xavier Valls (1923–2006) und dessen Ehefrau, der Schweizer Erzieherin Luisangela Galfetti. Aufgrund seines familiären Hintergrunds wuchs er viersprachig (Französisch, Italienisch, Katalanisch, Spanisch) im links orientierten, intellektuellen Milieu von Paris auf. 1982 erhielt er die französische Staatsbürgerschaft. 1987 heiratete er in erster Ehe Nathalie Soulié. Das Paar bekam vier Kinder: Benjamin (* 1991), Ugo (* 1993) sowie die Zwillinge Joachim und Alice. Seit 2010 ist Valls in zweiter Ehe mit der Violinistin Anne Gravoin verheiratet. 2019 heiratete er die Spanierin Susana Gallardo, eine der reichsten Frauen Spaniens.

## Politische Karriere
Valls studierte Geschichte an der Université Paris 1 Panthéon-Sorbonne. 1980, im Alter von 17 Jahren, trat Valls aus Bewunderung für Michel Rocard dem Parti socialiste (PS) bei, dem er bis 2017 angehörte. Aus dieser Zeit stammen zwei seiner engsten Freunde, Alain Bauer (* 1962), späterer Pate seines zweiten Sohnes, inzwischen ein in Frankreich bekannter Professor der Kriminologie und Valls' politischer Berater, sowie Stéphane Fouks (* 1960), Kommunikationsberater und derzeit Vizepräsident der Nachrichten- und Werbeagentur Havas. Von 1989 bis 2005 war Valls Mitglied der Freimaurerloge Grand Orient de France.
Zwischen 1983 und 1986 war Valls zunächst Parlamentarischer Assistent des Abgeordneten für das Département Ardèche, Robert Chapuis. Er selbst wurde 1986 in das Regionalparlament der Île-de-France gewählt, dem er ab 1998 als Vizepräsident vorstand und dem er bis 2002 angehörte. Von 1989 bis 1998 war er stellvertretender Bürgermeister von Argenteuil und leitete außerdem den Ortsverband des PS. Von 1988 bis 1991 gehörte er auf Vermittlung von Jean-Claude Huchon dem Mitarbeiterstab von Premierminister Michel Rocard an. Danach war er stellvertretender Delegierter für die Organisation der Olympischen Winterspiele 1992 in Albertville sowie unter Premierminister Lionel Jospin von 1997 bis 2002 zuständig für Kommunikations- und Pressearbeit.
Von 2001 bis 2012 war er Bürgermeister der Stadt Évry im Pariser Umland und von 2002 bis 2012 Abgeordneter des Départements Essonne in der Nationalversammlung. Er legte gemäß Artikel 23 der französischen Verfassung seinen Parlamentssitz nieder, als er zum Regierungsmitglied ernannt wurde. Valls hatte zuvor in verschiedenen Funktionen als Berater in der Regierung Lionel Jospins mitgewirkt.
Im Herbst 2011 kandidierte Valls bei den Vorwahlen des Parti Socialiste für die Präsidentschaftswahl 2012; er schied mit 6 % der Stimmen im ersten Wahlgang aus. Vor der Stichwahl am 16. Oktober sprach er sich für François Hollande aus. Seit dem 16. Mai 2012 war er Innenminister. Gemeinsam mit Industrieminister Arnaud Montebourg drohte Valls 2014 Hollande mit seinem Rücktritt, falls Jean-Marc Ayrault nicht entlassen werden würde. In der Folge drängte Hollande Ayrault am 31. März 2014 nach einem historisch schlechten Ergebnis bei der Regionalwahl zum Rücktritt. Valls wurde zum Premierminister ernannt und Montebourgs Konkurrent Pierre Moscovici verlor sein Ministeramt. In der Regierung kam es zu Spannungen zwischen dem linken Flügel um Montebourg sowie Benoît Hamon und dem wirtschaftsfreundlichen Flügel über die Euro-Währungspolitik Deutschlands. Der linke Flügel forderte einen Bruch mit Deutschland und eine Abkehr von der Austeritätspolitik. Nachdem Montebourg Wolfgang Schäuble und Jens Weidmann öffentlich angriff, kritisierte Valls die Äußerungen Montebourgs, er habe sich im Ton vergriffen. Die Kritik an Frankreichs wichtigstem Partner (Deutschland) sei nicht zu akzeptieren. Am 25. August reichte Valls den Rücktritt der Regierung ein und wurde umgehend mit der Bildung einer neuen Regierung (Kabinett Valls II) beauftragt. Die Minister aus dem linken Flügel der Partei verloren ihre Ämter. Rund ein Drittel der Abgeordneten der PS unterstützten die linken Minister und verweigerten in der Folge bei diversen Abstimmungen Valls die Gefolgschaft. Die so genannten frondeurs erschwerten die Regierungsarbeit erheblich, die Regierung hatte ihre parlamentarische Mehrheit verloren. Manuel Valls konnte in der Folge Reformen des Arbeits- und Sozialrechts nur durch Notverordnungen gemäß Artikel 49 Absatz 3 der französischen Verfassung durchsetzen.
Valls wird dem rechten bzw. zentristischen Flügel der Partei zugeordnet; sich selbst bezeichnete er als „blairistisch“ und „clintonianisch“. So forderte er unter anderem eine Abkehr vom Begriff des Sozialismus im Parteiprogramm, kritisierte die Umverteilung und überhöhte staatliche Transferleistungen. Als Bürgermeister einer Gemeinde mit einem hohen Anteil an Einwanderern vor allem aus Afrika forderte er von diesen stärkere Integrationsbemühungen. Für diese Positionen erntete er heftige Kritik von Teilen der Partei. Die damalige Parteivorsitzende Martine Aubry hatte Valls im Juli 2009 in einem offenen Brief den Parteiaustritt nahe, da derartige Interventionen der Partei schadeten und seine Positionen der Partei fern seien. Valls bekräftigte dagegen seinen Verbleib in der Partei. In einem Interview forderte er im Oktober 2014 die Bildung einer breiten politischen Bewegung aller „progressiven Kräfte“ und kritisierte die Befürworter einer traditionellen sozialistischen Politik scharf: Es müsse „Schluss sein mit einer ewiggestrigen Linken, die sich an einer längst vergangenen und nostalgischen Zeit festhält, geplagt von einem marxistischen Über-Ich“.
Ende November 2015 sprach sich Valls während der Flüchtlingskrise in Europa ab 2015 dafür aus, keine weiteren Flüchtlinge aus dem Nahen Osten mehr in Europa aufzunehmen und stattdessen auf die Nachbarstaaten Syriens einzuwirken, mehr Flüchtlinge aufzunehmen und zu erfassen. Anderenfalls würden „die Völker sagen: Schluss mit Europa“. In diesem Zusammenhang kritisierte er auch die Politik von Angela Merkel und stellte sich damit gegen die bisherige Position seiner Regierung und seiner Partei. Mitte Februar 2016 schloss er aus, dass Frankreich über die zugesagten Kontingente hinaus weitere Flüchtlinge aufnehme.

### Kandidatur zur Präsidentschaftswahl 2017
Valls galt, vor der Veröffentlichung des Buches Un président ne devrait dire ça...im Oktober 2016, in dem zwei französische Journalisten skandalöse Aussagen Hollandes publik machten, als loyal zum Präsidenten. Im November distanzierte er sich von dessen Aussagen und legte Hollande nahe, nicht für eine zweite Amtszeit als Staatspräsident zu kandidieren.
Am 5. Dezember 2016, wenige Tage nachdem Hollande seinen Verzicht auf eine erneute Kandidatur erklärt hatte, kündigte Valls seine Bewerbung um die Kandidatur des Parti socialiste bei der Präsidentschaftswahl 2017 an, die in einer offenen Vorwahl bestimmt werden sollte, und trat am 6. Dezember als Premierminister zurück.  Bei der ersten Runde der Vorwahl am 22. Januar 2017 lag er hinter dem zum linken Flügel der Partei zählenden Benoît Hamon an zweiter Stelle und kam in die Stichwahl, in der er am 29. Januar 2017 Hamon unterlag.
Bei der Wahl zur französischen Nationalversammlung am 11. Juni und 18. Juni 2017 trat Valls als unabhängiger Kandidat im Wahlkreis Essonne I an. Dabei nominierte die Bewegung La République en Marche des neugewählten Präsidenten Emmanuel Macron keinen Gegenkandidaten in seinem Wahlkreis, nachdem sich Valls zuvor erfolglos um deren Nominierung beworben hatte; führende Persönlichkeiten des Parti socialiste unterstützten teils ihn, teils seine Gegenkandidatin. Valls gewann die Stichwahl gegen Farida Amrani von der linken Bewegung La France insoumise mit 50,3 % der Stimmen äußerst knapp. Am 27. Juni 2017 erklärte Valls seinen Austritt aus der Sozialistischen Partei. Er schloss sich der Fraktion von Macrons Partei La République en Marche an.

### Kandidatur als Bürgermeister Barcelonas
Bei der Verfassungskrise in Spanien ab September 2017 um die von der katalanischen Regionalregierung angestrebte Unabhängigkeit warb Valls vehement für einen Verbleib Kataloniens in Spanien. Er wurde im Frühjahr 2018 von der Partei Ciudadanos als möglicher Bürgermeister Barcelonas ins Spiel gebracht. Im Wintersemester 2018/19 gab er Kurse an der ESADE in Barcelona; Ende September 2018 erklärte er, bei den Kommunalwahlen im Mai 2019 als Vertreter einer parteiübergreifenden Plattform für den Stadtrat und das Bürgermeisteramt zu kandidieren. Ciudadanos verzichtete auf einen eigenen Kandidaten und unterstützte Valls. Bei den Wahlen erlangte er mit 13,2 % den vierten Platz. In der Folge erklärte er seine bedingungslose Unterstützung für die bisherige Bürgermeisterin Ada Colau, die sich mit 3 Stimmen seiner Fraktion gegen den separatistischen Kandidaten Ernest Maragall in der Wiederwahl als Bürgermeisterin durchsetzen konnte; dies führte zum Bruch mit Ciudadanos.

### Weitere Karriere
Bei der Parlamentswahl 2022 trat Valls auf Wunsch Macrons in einem Wahlkreis der Auslandsfranzosen an. Der bisherige LREM-Kandidat, Stéphane Vojetta, weigerte sich jedoch zu verzichten. Im ersten Wahlgang setzte sich Vojetta (25,4 %) gegen Valls (15,8 %) durch. Den ersten Platz erreichte der NUPES-Kandidat Renaud Le Berre (27,2 %). Valls schied aus; er rief für den zweiten Wahlgang zur Wahl Vojettas auf.
Am 23. Dezember 2024 begann im Kabinett Bayrou seine Amtszeit als Minister für Überseegebiete.

## Schriften
- La Laïcité en face, entretiens avec Virginie Malabard, Éditions Desclée de Brouwer, 2005, ISBN 978-2-220-05645-6.
- Les Habits neufs de la gauche, Éditions Robert Laffont, 2006.
- Pour en finir avec le vieux socialisme … et être enfin de gauche, entretien avec Claude Askolovitch, Éditions Robert Laffont, Paris 2008.
- Pouvoir, Éditions Stock, Paris 2010, ISBN 978-2-234-06393-8.
- Sécurité. La gauche peut tout changer, Éditions du moment, 2011, ISBN 978-2-35417-118-6.
- L’Énergie du changement – Abécédaire optimiste, Éditions Le Cherche midi, Paris 2011.
- La Laïcité en France, Éditions Desclée De Brouwer, 2013.
- L’Exigence, Grasset, Paris 2016.
- Pas une goutte de sang français, Grasset, Paris 2021.
- Zemmour l’antirépublicain. Face aux dangers de la « contre-Histoire », un autre récit est possible, Éditions de l’Observatoire/Humensis, Paris 2022, ISBN 979-10-329-2527-0.